# Akram Tawfik
Akram Tawfik (tiếng Ả Rập: أكرم توفيق; sinh ngày 8 tháng 11 năm 1997) là một cầu thủ bóng đá người Ai Cập thi đấu ở vị trí tiền vệ cho Al Ahly và U-20 Ai Cập. Anh là sản phẩm của hệ thống trẻ ENPPI. Akram là em trai của Abdelaziz Tawfik và Ahmed Tawfik, các cầu thủ đội tuyển quốc gia Ai Cập.